# Treinta y Tres (departman)
Departman Treinta y Tres departman je na istoku Urugvaja. Graniči s departmanom Cerro Largo na sjeveru, Duraznom i Floridom na zapadu, Lavallejom i Rochom na jugu, a na istoku je laguna Merín na granici s Brazilom. Sjedište departmana je grad Treinta y Tres. Prema popisu stanovništva iz 2011. godine, departman ima 48.134 stanovnika. Značajna prirodna znamenitost departmana je Quebrada de los Cuervos, koja se nalazi 44 km istočno od glavnog grada.

## Stanovništvo i demografija
Prema popisu stanovništva iz 2011. godine na području departmana živi 48.134 stanovnika (23.416 muškaraca i 24.718 žena) u 21,462 kućanstva.
- Prirodna promjena: - 0,158 ‰
  - Natalitet: 13,80 ‰
  - Mortalitet: 9,15 ‰
- Prosječna starost: 33,7 godina
  - Muškarci: 32,7 godine
  - Žene: 34,6 godina
- Očekivana životna dob: 75,97 godina
  - Muškarci: 72,16 godine
  - Žene: 79,90 godina
- Prosječni BDP po stanovniku: 8.994 urugvajskih pesosa mjesečno

- Izvor: Statistička baza podataka 2010.[2]

| Grad                     | Stanovništvo |
| ------------------------ | ------------ |
| Treinta y Tres           | 25.477       |
| Ejido de Treinta y Tres  | 6.782        |
| Vergara                  | 3.810        |
| Santa Clara de Olimar    | 2.341        |
| Cerro Chato              | 1,694        |
| General Enrique Martínez | 1,430        |
| Villa Sara               | 1,199        |

| Naselje                | Stanovništvo |
| ---------------------- | ------------ |
| Estación Rincón        | 674          |
| Arrozal Treinta y Tres | 344          |

## Vanjske poveznice
- (šp.) Departman Treinta y Tres - službene stranice  Arhivirana inačica izvorne stranice od 28. siječnja 2006. (Wayback Machine)